# Popillia vignai
Popillia vignai är en skalbaggsart som beskrevs av Guido Sabatinelli 1994. Popillia vignai ingår i släktet Popillia och familjen Rutelidae. Inga underarter finns listade i Catalogue of Life.